# Ivresse
Pour les articles homonymes, voir Ivresse (homonymie).
 Mise en garde médicale
L'ivresse (ou l'ébriété) correspond à un état intellectuel et physique altéré, un trouble de l'humeur ou une incoordination des mouvements généralement dû à une ingestion excessive d'alcool (éthanol) ou d'une autre substance toxique, pouvant entraîner à terme une inconscience prolongée ainsi que diverses complications et séquelles.
Dans le langage courant, sans précision, l'ivresse désigne plus particulièrement l'intoxication alcoolique. Ce type d'ivresse par absorption de substance est à distinguer de l'ivresse des profondeurs avec laquelle elle est souvent confondue, mais qui est due à un excès d'azote dans les tissus.
Enfin, de manière imagée, le terme connaît une acception plus large (hybris) : il est notamment question d'ivresse du pouvoir, ivresse de l'argent, ivresse du jeu, etc., puisque cet état d'excitation typique n'est pas seulement lié à la prise de substances mais plutôt à la production de neurotransmetteurs (GABA et dopamine) par le corps à la suite de la prise de ces substances, production qui peut être induite par d'autres processus tels que les émotions fortes, la danse, la transe ou le jeûne, le rythme circadien, une situation que le corps juge dangereuse…

## Ivresse alcoolique

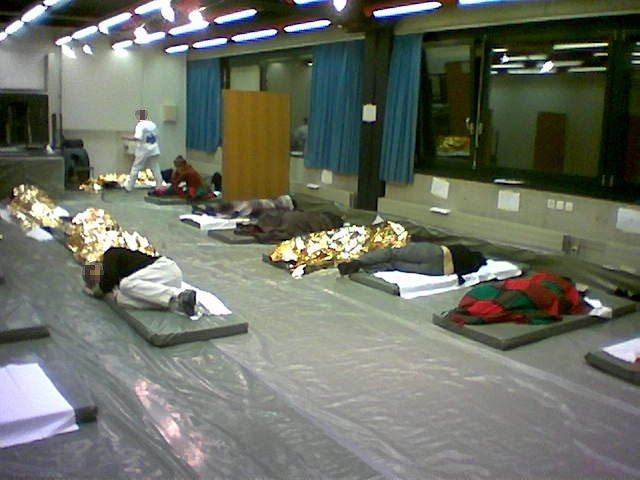
Infirmerie d'un concert de rock, salle de dégrisement

Le terme « ivresse » désigne une intoxication plus ou moins aiguë due à l'ingestion d'alcool (vins, bières, alcools dits « forts ») par un individu. 
L'ivresse alcoolique peut se définir suivant trois phases :
1. Un état d'euphorie et d'excitation[4] caractérisées par une désinhibition due à une sensation de facilité intellectuelle et/ou à la libération des tendances sociales imposées rejoignant celles nommées instinctives ; désinhibition qui peut faire faire prendre des risques sans commune mesure avec l'état de l'être qui l'éprouve, en donnant une appréciation sensiblement erronée de la situation réellement vécue ;
2. L'état d'ivresse proprement dit, est identifiable selon les troubles sensito-moteurs qu'il cause : perte de la coordination motrice[3] (démarche titubante, paroles hésitantes et/ou incompréhensibles, voire incohérentes). Cet état se manifeste aussi par des signes cliniques tels que pupilles dilatées, nausées, vomissements ou diarrhée ;
3. Un état léthargique où il n'est pas rare que la personne sombre dans le sommeil.

Cet état léthargique peut parfois évoluer en coma éthylique : le stade de l'ivresse proprement dit est alors dépassé et il est alors question d'intoxication alcoolique aiguë ou pérenne. Le stade précédant le coma éthylique est la forte ivresse, un état qui peut à tout moment évoluer vers un coma éthylique. La forte ivresse met en danger la vie de la personne : euphorique, elle se sent invincible alors que sa capacité de discernement est fortement amoindrie et qu'elle ne coordonne plus bien ses mouvements. Dès lors, il est indispensable de ne pas laisser seule une personne fortement alcoolisée afin de pouvoir appeler les secours si nécessaire, de l'empêcher de conduire ou d'aller à vélo, de prévenir tout risque de chute et de s'assurer que personne n'abuse de sa situation de vulnérabilité (risque de viol).
Il est très difficile de donner une indication des dosages d'alcool pouvant correspondre à ces divers états, car les doses sont très variables selon les individus et selon un grand nombre d'autres facteurs : état physiologique de la personne (corpulence, antériorité, histoire), son état affectif, son but vital, la corroboration de l'ambiance sociale.
Après l'ivresse survient un état d'épuisement, de fatigue plus ou moins douloureux (sur ce point, la forme ingérée de substance alcoolique n'est pas dépourvue d'importance) souvent appelé familièrement « gueule de bois », caractérisé par un fort mal de crâne principalement lié à une déshydratation de l'ensemble du corps à la suite de cette intoxication. Après avoir bu de l'alcool, il faut boire beaucoup d'eau. En effet, la consommation d'éthanol bloque la production d'hormone antidiurétique, la production d'urine étant de fait plus importante que l'apport en eau.
Les symptômes de la « gueule de bois » incluent :
- la sécheresse buccale appelée familièrement « bouche pâteuse » ;
- le mal de tête appelé familièrement « casquette » ou « mal de cheveux » ;
- la nausée ;
- la sensibilité ou irritabilité à la lumière et surtout au bruit.

### Diverses conceptions culturelles

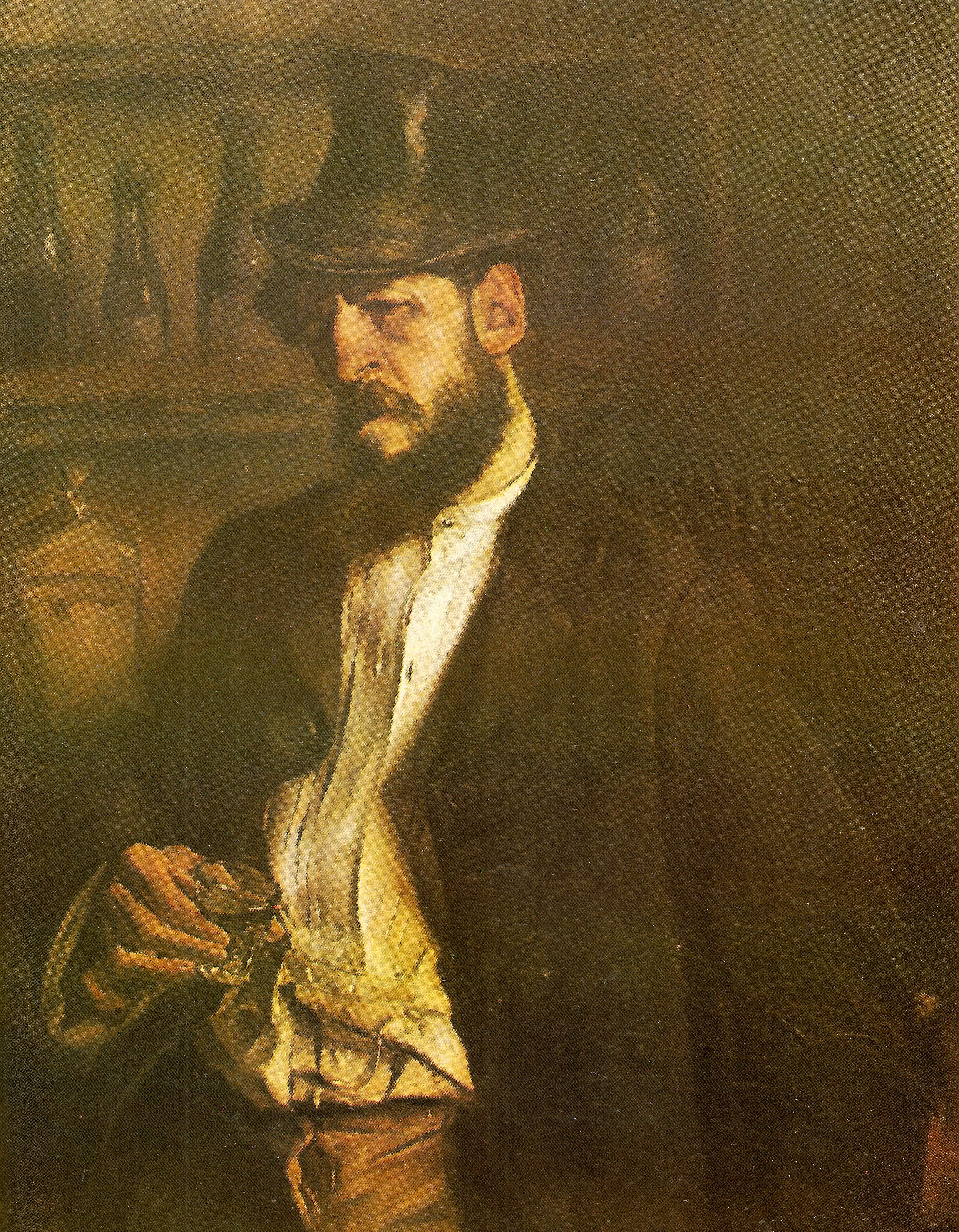
Antonio Esteban Frías, L'Ivrogne

Dans la mythologie grecque, les Centaures symbolisent l'ivresse, Dionysos est le Dieu de la fête du vin. Chez les Romains, Bacchus est le dieu de l'ivresse. Dans les orgies qui correspondent à des rites liés à leur culte, l'ivresse en tant que voie mystique, jouait un rôle éminent. Les moralistes romains de l’Antiquité dénoncent régulièrement l'ivresse (ebrietas), pratique individuelle et ponctuelle et l'ivrognerie (ebriositas), comportement structurel susceptible de renvoyer à des appartenances de groupe (sociales, sexuelles…). Les excès de vin ne sont cependant pas toujours connotés négativement.
Beaucoup de religions découragent, modèrent ou interdisent la consommation de l'alcool éthylique. Les bouddhistes s'abstiennent de consommer de l'alcool pour éviter de nuire involontairement à d'autres (caractéristique de l'ivresse dite « irresponsable » : prétexte d'ivresse alcoolique pour faire n'importe quoi.)
L'islam interdit la consommation du vin et d'alcool en général : « Ils t'interrogent sur le vin et les jeux de hasards. Réponds : “Dans chacun d'eux, il y a un grand péché et quelques avantages pour les gens ; mais dans les deux, le péché est plus grand que ne l'est l'utilité” » (Sourate 2 verset 219). Selon ses critères, comme dans le bouddhisme, l'islam évite toute nuisance susceptible d'atteindre à l'intégrité d'autrui, tout autant qu'à soi-même.
À l'exception de certains groupes néo-protestants, les églises chrétiennes n'interdisent pas l'alcool : en référence à Noé et Lot enivrés, et au « sang du Christ », elles en modèrent l'usage. L'excès de consommation est considéré comme le péché capital de gourmandise. Dans un capitulaire en 812, Charlemagne interdit l'ivrognerie aux prêtres. En 1256, saint Louis limite l'accès aux tavernes et cabarets aux voyageurs. Néanmoins à l'époque médiévale et moderne, les municipalités offrent des fontaines de vin, sorte d'évergétisme hérité de l'Antiquité. Rabelais, adepte de la pensée néoplatonicienne voit dans le « vin divin » un médiateur mystique. Certains médecins (de cette époque et jusqu'au milieu du XVIIIe siècle) recommandent le principe hippocratique de s'enivrer une fois par mois pour redonner la santé en rééquilibrant les humeurs. Une dynamique de forte consommation de boissons alcoolisées serait en œuvre depuis la fin du Moyen Âge en Occident, comme le suggèrent le développement des normes juridiques édictées par les autorités sur ce sujet.
En France, les autorités civiles pénalisent l'ivresse et l'ivrognerie dès le XVIe siècle : François Ier publie le 31 août 1536 un édit dans lequel l'ivresse devient un crime secondaire et intermédiaire, avec la peine d'essorillage voire de bannissement en cas de récidive. Néanmoins cette rigueur royale inapplicable est en butte aux juridictions locales, aussi se tourne-t-elle dès le milieu du XVIe siècle vers des condamnations indirectes : sanctuarisation du dimanche comme jour du seigneur avec interdiction d'ouverture des débits de boissons, limitation des « joyeusetés », création d'heures d'ouverture et de fermeture des débits de boissons. Blanc ou clairet, rouge quelquefois (Marcel Lachiver rappelant la primauté du vin clairet du XVe au XVIIe siècle), le vin reste cependant considéré comme un aliment et un tonique, comme la bière dont la production devient presque une industrie au XIVe siècle. Selon l'historien Roger Dion, un début d'accoutumance au vin et à l'ivrognerie voit le jour en France à partir du règne de Henri IV. La potabilité de l'eau reste en effet problématique. De plus, selon la théorie des humeurs, le système digestif, et en particulier l'estomac est considéré comme le lieu de la cuisson, si bien que les médecins recommandent de consommer, non pas de l'eau (elle éteindrait la cuisson et donc la digestion), mais du vin, et notamment du vin épicé comme l'hypocras (d'où l'idée reçue toujours d'actualité qui veut que les digestifs aident à digérer).
À partir du XVIIe siècle avec le développement de la notion d'« honnête homme », savants et philosophes comme Pierre Bardin voient dans l'ivrognerie un « vice grossier et brutal » : elle trouble le jugement de l'homme, le rabaisse au rang de l'animal, crée des dépenses ruineuses pour le royaume et la famille, l'homme allant s'enivrer dans les cabarets ou lors des jours d'oisivetés. Parallèlement, l'opposition médicale à l'excès d'alcool se développe : le médecin Jean Mousin est le premier à s'intéresser à cette question dans Discours de l'ivresse en 1612. Cette condamnation morale se poursuit au XVIIIe siècle même si les artistes voient dans l'ivresse créative une source de leur inspiration (« In vino fertilitas ») et que le vin reste associé au prestige social et aux réjouissances. De nombreuses Ligues de tempérance se développent au XIXe siècle en simultanéité avec la révolution industrielle. L'hygiénisme triomphant de la fin du XIXe siècle se traduit par la loi du 23 janvier 1873 qui réprime l'ivresse publique et manifeste en France.
Parmi les stéréotypes culturels liés à l'ivresse, certains, d'origine militaire (cosaques) ou même universitaire (bizutage) considèrent la capacité à boire de grandes quantités d'alcool comme un rite de passage ou une marque de virilité, essentiellement définis selon les critères machistes[réf. nécessaire]. Dans les sociétés occidentales, le fait de refuser de consommer de l'alcool au cours d'une ambiance festive (bar, soirée, etc.) peut, parfois, être perçu comme une façon de « casser l'ambiance ». Cette attitude peut mener à l'alcoolisme par mimétisme et manque de détermination. Depuis la fin du XXe siècle, le phénomène des « ivresses express » (binge drinking) est apparu.

### Remèdes
Le foie élimine l'alcool à raison de 0,1 g/h, seul le temps peut faire diminuer l'alcoolémie.
Il existe de nombreux mythes et coutumes relatifs à la manière de traiter l'ivresse. La plupart des «recettes de grand-mère » sont inefficaces, certaines pratiques sont même dangereuses.
On s'abstiendra en particulier :
- de provoquer des vomissements chez une personne ivre (risques d'étouffement) ;
- de forcer une personne ivre à boire de l'eau ou à manger (risque d'étouffement) ;
- de faire ingérer à une personne ivre des boissons stimulantes comme du thé ou du café (ou des boissons contenant de la caféine) : risque de provoquer une déshydratation supplémentaire en augmentant la diurèse (besoin d'uriner) ;
- de laisser une personne ivre s'endormir seule (nécessité de pouvoir appeler les secours en cas de coma éthylique).

### Législation
De nombreux pays possèdent une législation qui impose une réglementation de la vente et de l'approvisionnement en alcool, incluant souvent une restriction pour les personnes âgées de moins 16, 18 ou 21 ans selon les pays ou pour les personnes manifestement ivres.
De nombreux pays possèdent une législation plus ou moins sévère réprimant l'ivresse sur la voie publique, au volant ou les deux.

## Ivresse cannabique
L'ivresse cannabique a été décrite par Moreau de Tours (un aliéniste) en 1845 ; comme l'ivresse alcoolique elle varie en fonction de la quantité de produit consommée et de la physiologie propre de la personne.
Elle se définit par quatre phases :
1. Un état d'euphorie amenant une désinhibition, une sensation de bien-être et d'empathie ;
2. Un état confusionnel, caractérisé par une sensation de développement des perceptions pouvant conduire aux hallucinations (en cas d'ingestion) et des perturbations des mouvements et ensuite conduire à des psychoses aiguës (bad trip) ;
3. Un état d'extase caractérisé par une certaine apathie ;
4. Un état de retour à la normale, le plus souvent caractérisé par un sommeil profond.

L'état confusionnel est souvent considéré comme étant le stade de l'ivresse proprement dite. S'il dégénère en bad trip, il est souvent accompagné de signes cliniques comme nausées, maux de tête ou vomissement. Il est alors question d'intoxication aiguë au cannabis.

## Autres types
Si une ivresse résulte de l'absorption d'un produit, elle présente généralement des signes caractéristiques au produit absorbé. Ces exemples incluent :
- l’ivresse à l’éther et aux autres solvants organiques (colle, Tipp-Ex, etc.) : caractérisée par des hallucinations et des perturbations spatio-temporelles amenant un état confusionnel ;
- les ivresses dues aux produits industriels (pétrole, disulfure de carbone) ;
- les ivresses muscariniennes ;
- l'ivresse des profondeurs survenant en plongée sous-marine, lorsque la pression partielle d'azote devient trop importante, et causant des troubles du comportement.